# Château de la Crouzillière
Le château de la Crouzillière est un château situé à Joué-lès-Tours (Indre-et-Loire) et inscrit aux monuments historiques le 6 mars 1947.

## Histoire
Au XVe siècle, le fief relève du Plessis-lèz-Tours, puis du château de Tours. Le logis seigneurial est démoli en 1838.
Les seigneurs en sont successivement :
- Jacques de Beaujeu-Amplepuis, conseiller et chambellan du roi et bailli de Sens, à cause de sa femme Jacqueline Jouvenel des Ursins ;
- Jean Jalon ;
- Jean Galocheau le jeune, maire de Tours ;
- Jacques de Beaune, baron de Semblançay, maire de Tours ;
- Antoine Burgensis ;
- Louis Burgensis, conseiller et premier médecin du roi ;
- André de Hacqueville ;
- Jacques de Larçay ;
- François de la Touche, chevalier de l'ordre du roi ;
- Jacques Poitras ;
- Jacques Gaultier de Brûlon, trésorier de France, maire de Tours ;
- Jacques Gaultier de Brûlon, fils, trésorier de France ;
- César Cottereau, maire de Tours ;
- Charles Peguineau, lieutenant particulier au siège présidial ;
- Gabriel de Razilly de Launay, lieutenant-général au gouvernement de Touraine ;
- Perrine Gaultier de Brûlon, veuve de Claude de Launay-Razilly, chef d'escadre ;
- Gabriel de Razilly, chevalier de Malte, lieutenant pour le roi en Touraine, sous-gouverneur des enfants de France ;
- Jean André ;
- Laurent d'Allard, commissaire et lieutenant provincial de l'artillerie, chevalier de Saint-Louis, époux de Marie-Charlotte de Rostaing ;
- Marc-Antoine-Laurent d'Allard, capitaine au régiment de Limousin ;
- Martin Lambron, contrôleur-général des turcies et levées.